# 4368 Піллмор
4368 Піллмор (4368 Pillmore) — астероїд головного поясу, відкритий 5 травня 1981 року.
Тіссеранів параметр щодо Юпітера — 3,095.